# Канзу

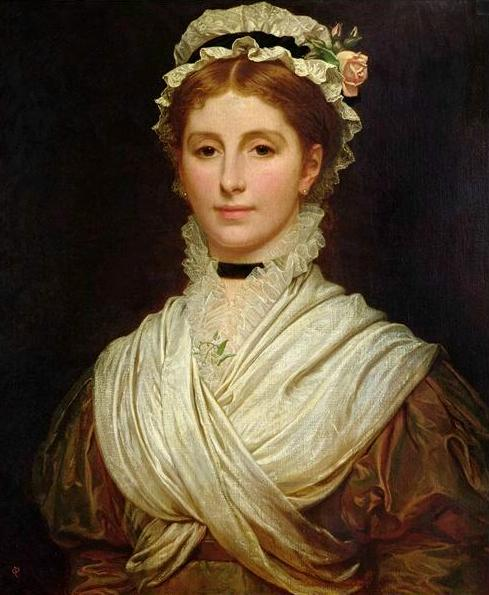
Канзу

Канзу́, встречается написание канезу (фр. canezou — короткая кофточка) — косынка или платок больших размеров с длинными концами, из лёгкой ткани светлых оттенков или кружев, которые выполняли роль накидки, закрывающей шею и декольте дамы.

## История

### Россия

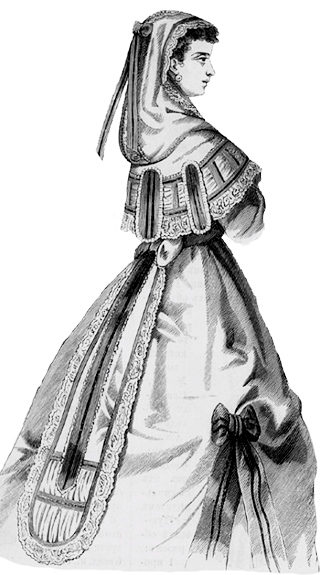
Косынка «Мария-Антуанетта» с капюшоном. Вид сбоку (1868)

Слева: Косынка «Мария-Антуанетта», с гипюровым кружевом и бархатными лентами (1868).

Справа: Длинная косынка «Мария-Антуанетта» из кисеи, вышитых прошивок и кружева (1868)
В женском костюме появилось во второй половине XVIII века и просуществовало в моде до первой половины XIX века.
Изначально название короткого жакета, который надевался поверх дамского платья. В 1810-х годах канзу по типу пелерины с воланами, имитирующими рукав, закрывает верхнюю часть лифа платья. В 1830—1840-х годы канзу, имеющее вид косынки большого размера, накидывали на плечи, прикрывая декольте дамы, затем длинные концы перекрещивали на груди, а после завязывали на талии.
Производили канзу из вышитого тюля, кисеи, батиста или кружев.
Различались фасоны канзу: сильно открывавшее шею «Леонтина»; с особо нарядной отделкой «Камарго», названное в честь французской танцовщицы Камарго, семиконечной формы, четыре конца которой спускались с плеч на руки.
Слово «канзу» практически вышло из лексикона в 1850—1860-е годы, и подобную деталь женского костюма чаще называют уже просто косынкой.
В это время популярна косынка фасона «Мария-Антуанетта» с длинными концами, завязанными сзади. Имелся более длинный вариант подобной косынки, например, сделанная из кисеи, вышитых прошивок и кружева она скрещивалась сзади и связывалась двумя атласными бантами, последний из которых низко спускался на платье. Пришитые к воротнику длинные атласные ленты также спускались на платье и перемешивались с концами косынки. Существовал иной способ ношения, при котором косынка скрещивалась на груди и висела концами спереди платья, придерживаемая кушаком, концы которого завязывались сзади. Косынка «Мария-Антуанетта» предназначалась для гардероба молодых женщин.

### Другие страны
Косынки, закрывающие шею и завязываемые на талии, были распространены в женском костюме Великобритании, Франции и Америки XVIII—XIX веков. Их именовали канзу, фишю-канзу или просто фишю.

## В искусстве

### Живопись

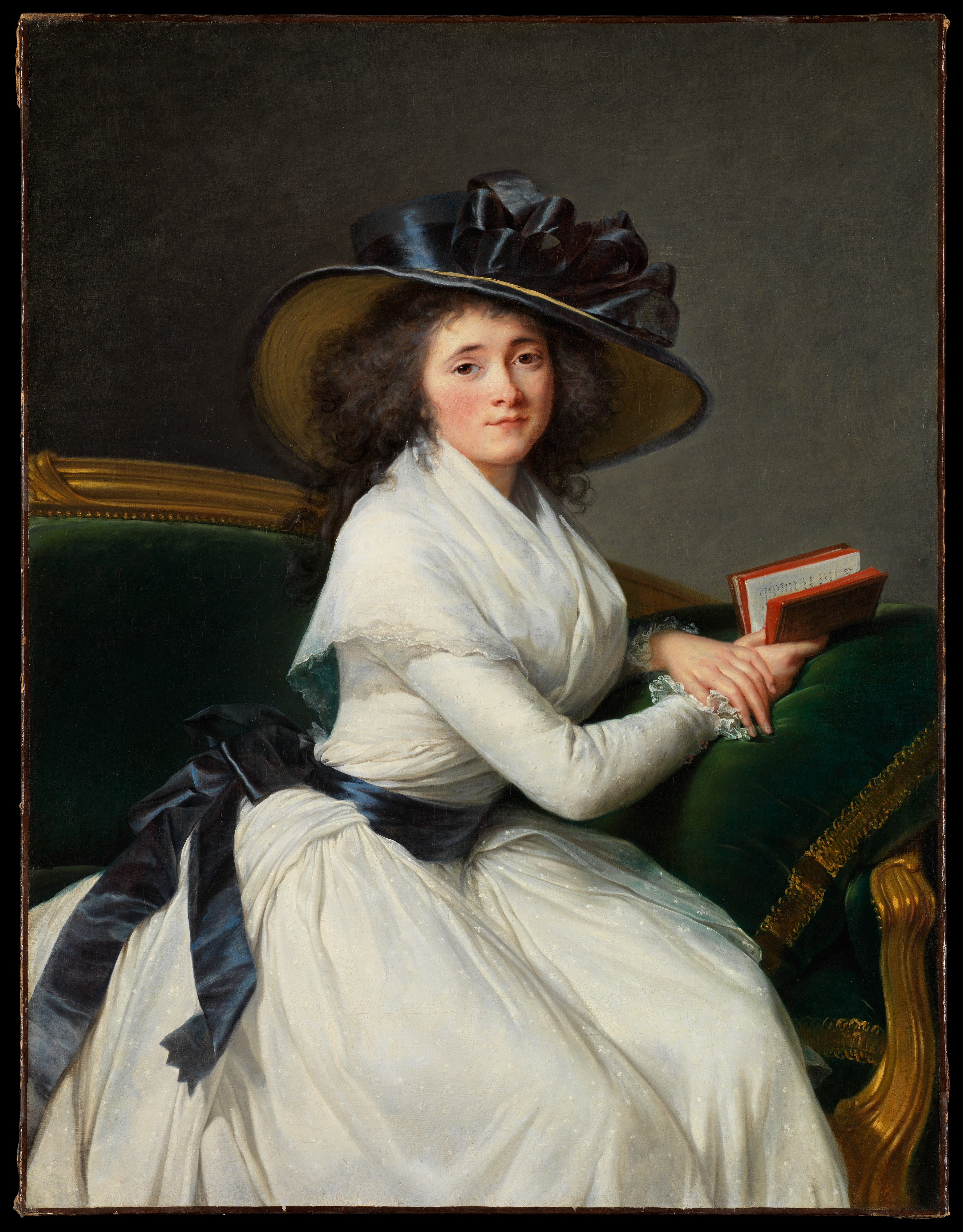
Э. Виже-Лебрен «Графиня де Ла Шатр» (1789)
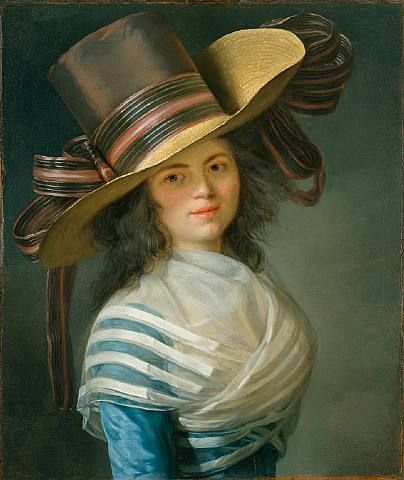
Жан-Лоран Монье «Портрет дамы» (ок. 1790)
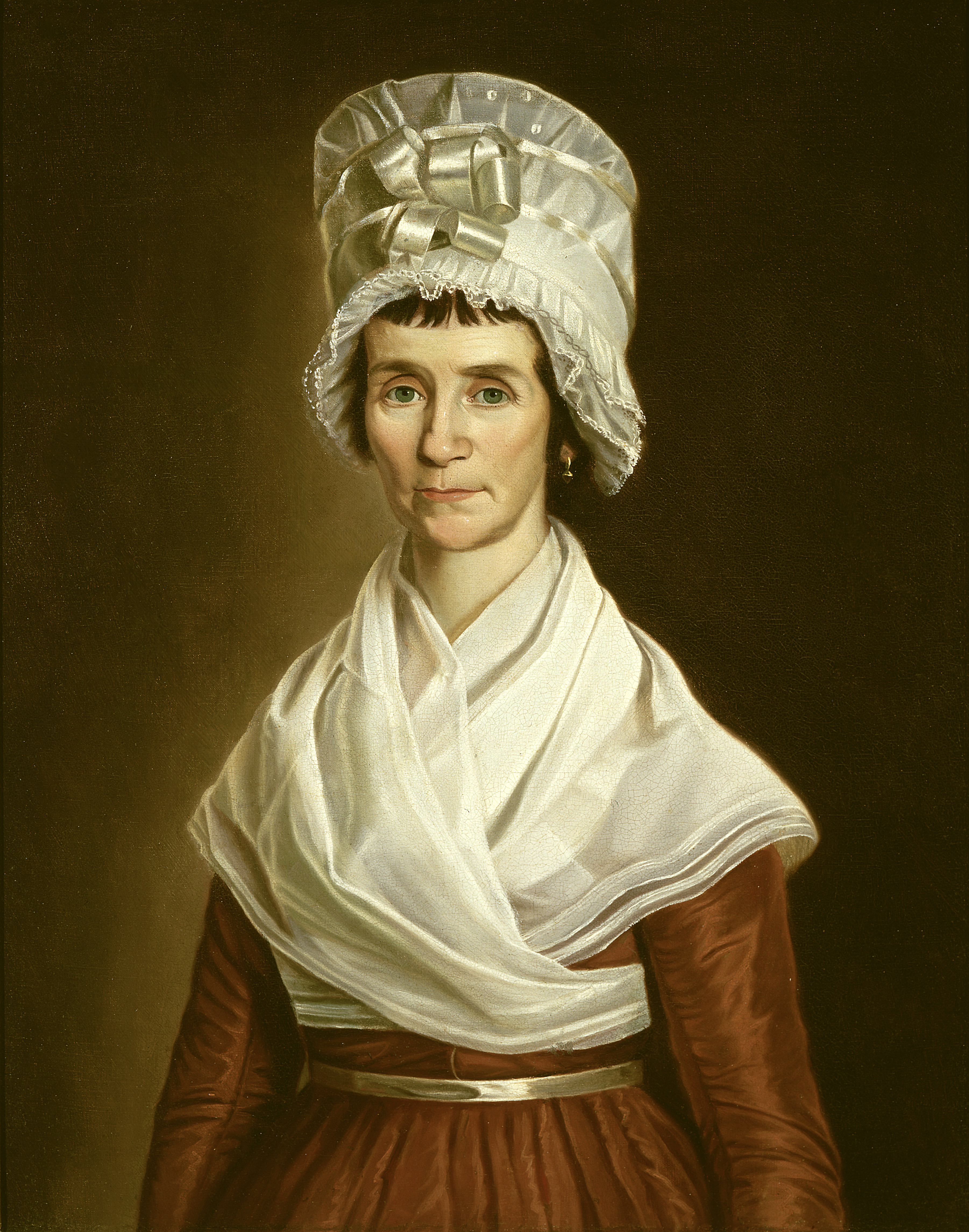
Уолтер Робертсон «Сара МакКлин Болтон (1796)
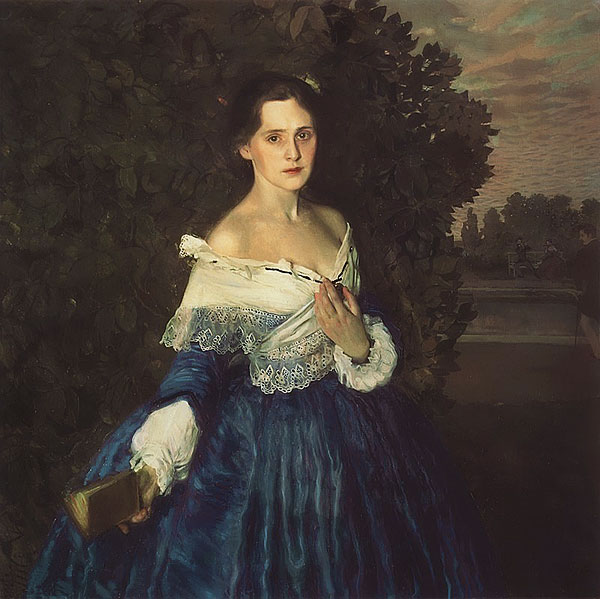
К. А. Сомов «Дама в голубом». Портрет Е. М. Мартыновой (1897)